# Nowy Świat

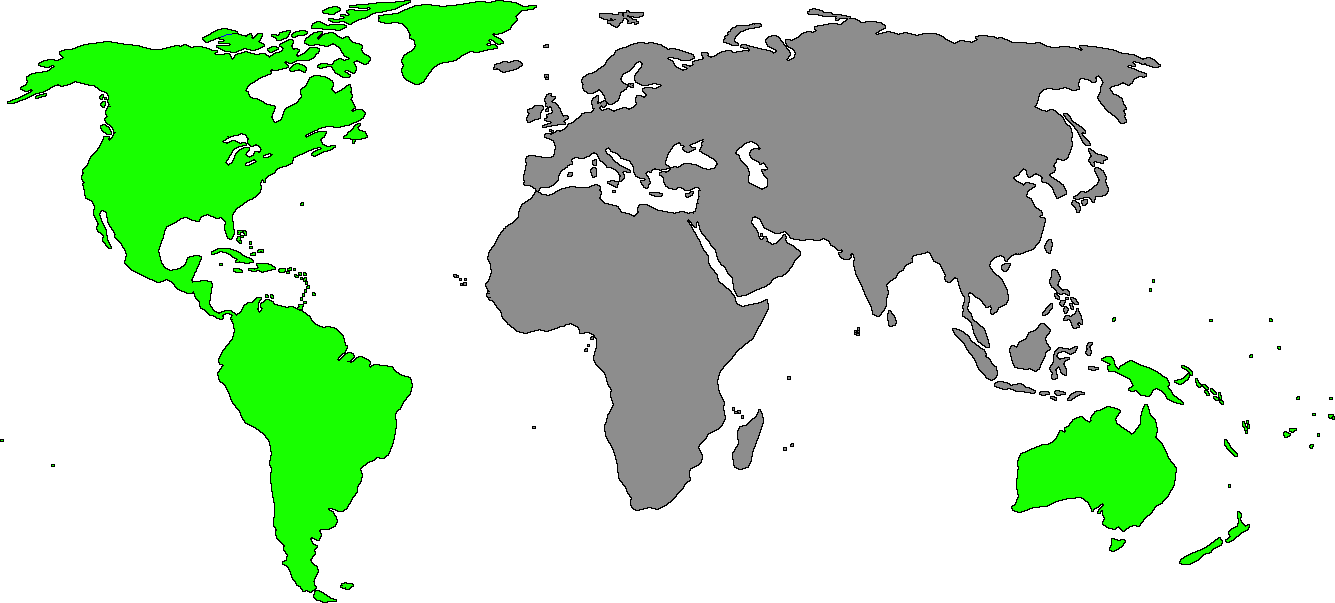
Nowy Świat (obszar zielony), Stary Świat (obszar szary)

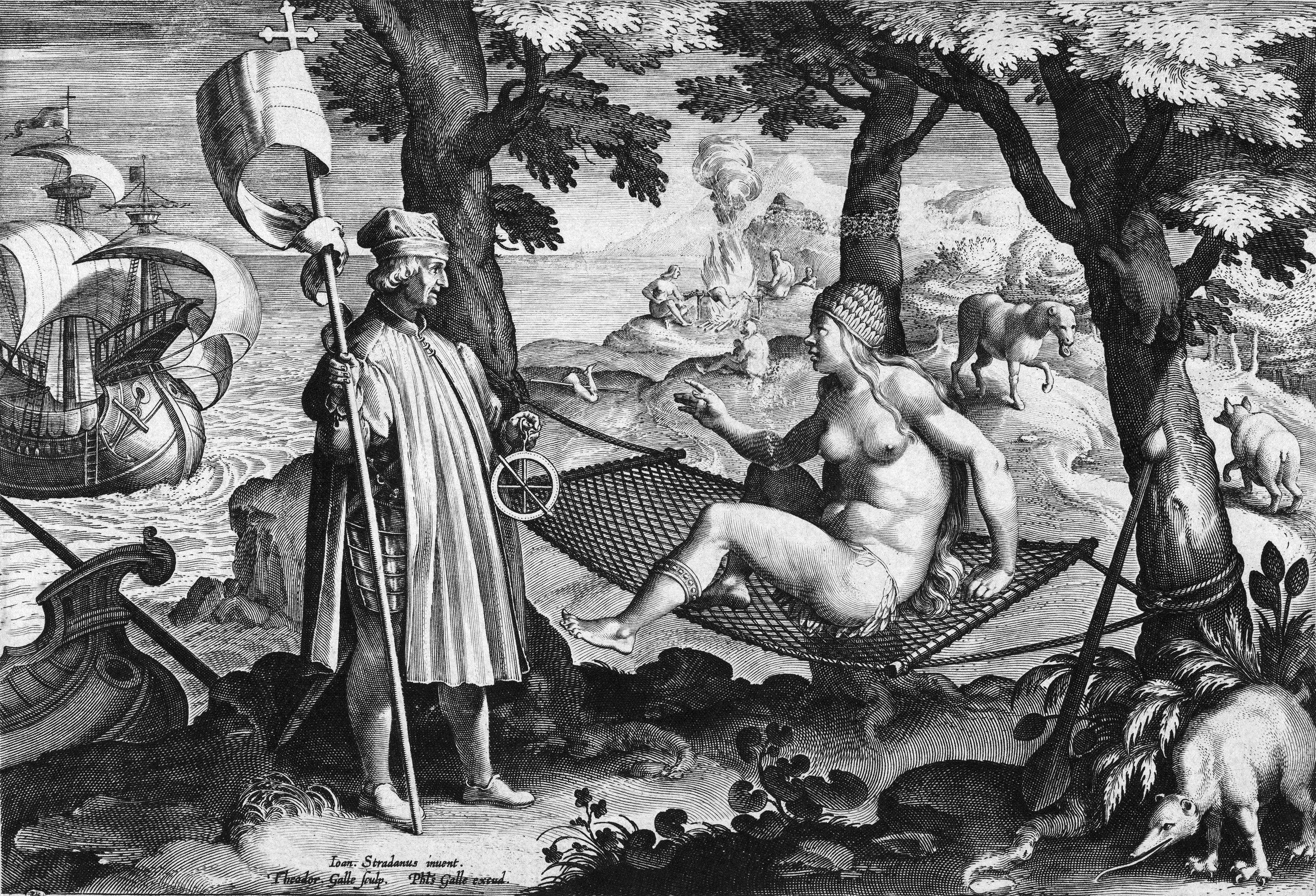
Amerigo Vespucci budzi Amerykę. Alegoryczna rycina z XVI wieku

Nowy Świat – wspólna nazwa (holonim) kilku części świata, zwłaszcza lądów:
- Ameryk,
- kontynentu Australii,
- Antarktydy,
- Oceanii.

Innymi słowy są to lądy poznane przez Europejczyków w czasach nowożytnych. Kontynenty znane im od starożytności – Europa, Azja i Afryka – są znane jako Stary Świat.
Termin ten bywa używany w biogeografii – przykładowo małpy szerokonose bywają nazywane małpami Nowego Świata, zwłaszcza w języku angielskim (ang. New World monkeys).

## Ewolucja pojęcia
Określenie wprowadzone w XVI-wiecznej Europie, w okresie wielkich odkryć geograficznych, dla nowo odkrytych lądów: początkowo odnosił się do Ameryk. Spopularyzowanie tego terminu przypisuje się florenckiemu podróżnikowi Amerigo Vespucciemu, który w liście do przyjaciela i patrona, Wawrzyńca Popolano z młodszej linii Medyceuszy użył określenia Mundus Novus (Nowy Świat) na ziemie odkryte przez Kolumba, podważając tym samym tezę, jakoby były to wschodnie krańce Azji. List został opublikowany w 1503 roku, a postawienie przez Vespucciego tezy o odkryciu zupełnie nowego kontynentu spowodowało, że ląd ten nazwano na jego cześć Ameryką. W następnych stuleciach do Nowego Świata włączono też Australię, Oceanię oraz Antarktydę.